# Педро Хименес
Педро Хименес  или PX (на испански: Pedro Ximénez)е бял винен сорт грозде, основно разпространен в испанските области Андалусия, Естремадура и Валенсия. Педро Хименес влиза в състава на световноизвестните испански вина херес и малага. Освен в Испания (33 000 хектара) насаждения има и в Австралия (24 000 хектара), Аржентина, Чили и САЩ (100 хектара).
Познат е и с наименованията: Ximénez, Jimenez, Ximénès, Pedro, Pedro Giménez, Pedro Jimenez, Pedro Khimenes, Pedro Ximénès, Pedro Ximenes De Jerez, Pedro Ximenez De Montilla, Pero Ximen, Pasa Rosada De Malaga, Uva Pero Ximenez, Uva Pero Ximen, Pero Ximenez, Alamis De Totana, Alamis, Myuskadel, Ximenecia и съкращението PX.
Средно зреещ сорт. Лозите имат силен растеж и висока родовитост. Чувствителен към плесени, средноустойчив на оидиум, гроздето при обичайни условия не загнива.
Гроздът е среден или голям, цилиндрично-коничен, със средна плътност. Зърната са средни по размер, овални, златисто-жълти.
В Испания сортът се използва за получаване на качествени бели сухи и сладки вина като Монтила-Морилес, Малага и Хумила. Вина се правят и от грозде изсушено на слънце, след събирането на реколтата. Сортовите вина от Пеедро Хименес се отличават с ниска киселинност, висока плътност и аромати на грозде и сушени плодове. В Австралия от Педро Хименес се получава материал за шери, а в по-прохладните региони се получават добри, свежи трапезни вина, подходящи за купажиране с по-богати на вкусове сортове.